# Ta' en bolig - fragmenter af en slumstorm
|  | Denne artikel er oprettet af botten Steenthbot ud fra en ekstern database. Den kan derfor have sproglige fejl eller mangler. Denne skabelon kan fjernes efter kontrol af indholdet. |

Ta' en bolig - fragmenter af en slumstorm er en dansk dokumentarfilm fra 1972 instrueret af Per Assentoft, Hans Christian Børsting og Per Grunnet og efter manuskript af Per Assentoft, Per Grunnet og Hans Christian Børsting.

## Handling
Fragmenter af livet i "Projekt Fabrik" og i en besat ejendom. Boligen er en menneskeret, og hvis man ikke kan få en, må man ta' en selv. Men når man så har taget den, hvad så? Så melder problemerne sig, og de gode intentioner smuldrer.